# Sirenen (vals)
Sirenen, op. 164, är en vals av Johann Strauss den yngre. Den spelades första gången den 12 februari 1855 i Sofiensäle i Wien.

## Historia
Valsen komponerades till teknikstudenternas karnevalsbal i Sofiensäle den 12 februari 1855. Titelns betydelse förblir oklar. Troligtvis handlar det om en hänvisning till tidens tekniska innovationer, i det här fallet ljudsiren. Innehållet i valsen ger ingen ledtråd, så det andra alternativet är att valsen handlar om de förföriska sirenerna i grekisk mytologi. Framsidan till klaverutdraget ger heller ingen klarhet i saken,

## Om valsen
Speltiden är ca 7 minuter och 43 sekunder plus minus några sekunder beroende på dirigentens musikaliska tolkning.

## Weblänkar
- Sirenen i Naxos-utgåvan.